# ドラゴンスレイヤーシリーズ
「ドラゴンスレイヤーシリーズ」（Dragon Slayer series）は、日本ファルコムによるコンピュータゲームシリーズ。略称は「ドラスレ」。

## 概要
1984年に発売された『ドラゴンスレイヤー』（以下『I』）を第1作とし、木屋善夫がプログラマとして指揮を執ったゲームシリーズ。2作目以降のシリーズ作品はそれぞれ独自のタイトルを持ち、副題やエンドロールなどで『Dragon Slayer II』のようにローマ数字によるシリーズナンバーと共にシリーズ作品であることが示された。
『I』以降、木屋が指揮を執ったファルコム作品はそのジャンル・内容にかかわらず「ドラゴンスレイヤー」の名を冠しており、このシリーズ名は木屋作品であることを示す冠名のようなものとなっていた。このため、木屋の退社後にファルコムは『風の伝説ザナドゥII』を「The Last of Dragon Slayer」として発売することによってシリーズを終了させたうえで解体し、『ザナドゥ』、『ロマンシア』、『ソーサリアン』、『英雄伝説』、『ロードモナーク』、『風の伝説ザナドゥ』のそれぞれを独自シリーズとしている。

## 共通性
『I』の「王冠を4つ手に入れるためにドラゴンを倒す」という最終目的は、2-4作目では「最終の敵ドラゴンを倒せる唯一の武器であるドラゴンスレイヤーを手にするために王冠を4つ手に入れる」と逆転した形で引き継がれ、これ以降もシリーズタイトル通りに「ドラゴンを倒す」ことが最終目的となっている。ただし、7作目の『ロードモナーク』においてドラゴンは登場すらしない。

## シリーズ作品
下記の8シリーズが「ドラゴンスレイヤー」の名を持つ。ドラゴンスレイヤーシリーズからの派生作品であっても木屋の退社後の作品は「ドラゴンスレイヤー」の名を持たず、シリーズには含まれない（例：『英雄伝説』シリーズの『III』以降）。例外は「The Last of Dragon Slayer」と銘打たれた『風の伝説ザナドゥII』のみ。
ただし『風の伝説ザナドゥII』が木屋の退社後の作品であることから、同作は「The Last of Dragon Slayer」を名乗りながらもドラゴンスレイヤーシリーズには含まれないとされることも多い。また逆に「VIII」ではなく「The Last of」と銘打たれていることから「ドラゴンスレイヤー IX」であるとみなされることもある。
各作品の詳細についてはそれぞれ記事を参照。
1. ドラゴンスレイヤー（1984年）
2. ザナドゥ
  - ザナドゥ（1985年）
  - ザナドゥ・シナリオII（1986年）
3. ロマンシア（1986年） - パッケージでは「ドラゴンスレイヤーJr.」。後に「III」として昇格された。
4. ドラゴンスレイヤーIV ドラスレファミリー（1987年）
5. ソーサリアン
  - ソーサリアン （1987年）
  - ソーサリアンユーティリティ VOL.1（1988年）
  - ソーサリアン追加シナリオVOL.1 （1988年）
  - ソーサリアン追加シナリオVOL.2 戦国ソーサリアン（1988年）
  - ソーサリアン追加シナリオVOL.3 ピラミッドソーサリアン（1988年）
6. ドラゴンスレイヤー英雄伝説 - 当初「VI」の文字は外されていた。
  - ドラゴンスレイヤー英雄伝説（1989年）
  - ドラゴンスレイヤー英雄伝説II（1992年）
7. ロードモナーク
  - ロードモナーク（1991年）
  - アドバンスドロードモナーク（1991年）
8. 風の伝説ザナドゥ
  - 風の伝説ザナドゥ（1994年）
  - 風の伝説ザナドゥII（1995年）

## 派生作品
その時代におけるファルコムの代表作となっているものが多く、シリーズ解体後も「Dragon Slayer」を冠さない多くの派生作品が発売されている。以下、独立記事のあるものを掲載。派生作品および詳細については各作品記事を参照。
- ザナドゥ
  - ファザナドゥ
  - ザナドゥ・ネクスト
  - 東亰ザナドゥ
- ソーサリアン
  - ソーサリアンオンライン
- ドラゴンスレイヤー英雄伝説
  - 英雄伝説シリーズ
- ドラゴンスレイヤー外伝 眠りの王冠